# ناوشکن تیپ ۴۳
ناوشکن تیپ ۴۳ (به انگلیسی: Type 43 destroyer) یک کشتی است.